# Christin Cooper
Christin Elizabeth Cooper (* 8. Oktober 1959 in Los Angeles, Kalifornien) ist eine ehemalige US-amerikanische Skirennläuferin und eine der erfolgreichsten ihres Landes.
Ihre ersten Weltcuppunkte gewann sie in der Saison 1976/77 in mit Rang 10 am 26. Januar beim Slalom in Crans-Montana, mit Rang 9 am 28. Januar im Slalom von Saint-Gervais-les-Bains und am 27. Februar mit Rang 10 im Riesenslalom von Furano, ehe ihr am 19. Januar 1978 im Slalom von Bad Gastein ein beachtlicher 5. Rang gelang, den sie am 24. Januar 1978 in Berchtesgaden wiederholte. Ihre Spezialitäten waren der Slalom und der Riesenslalom. Ihr erstes Podium war der zweite Platz im Slalom von Crans-Montana am 21. Januar 1981.

Doch auch in der Abfahrt zeigte sie verschiedentlich ihre Klasse: Zwei sechste Plätze 1982 in Saalbach-Hinterglemm (AUT) und 1984 in Verbier (SUI) waren die besten Ergebnisse in dieser Disziplin.
Erfolgreich war Cooper auch während den Weltmeisterschaften 1982 in Schladming und bei den Olympischen Spielen 1984 in Sarajevo. An diesen beiden Anlässen gewann sie insgesamt drei Silbermedaillen und eine Bronzemedaille, wobei sie in Sarajevo als Mitfavoritin für die technischen Bewerbe gegolten hatte und hierbei von ihrer Teamkollegin Debbie Armstrong geschlagen wurde. 1984 beendete Cooper ihre Karriere.

## Weltcupsiege
| Datum             | Ort           | Land        | Disziplin    |
| ----------------- | ------------- | ----------- | ------------ |
| 21. Dezember 1981 | Saint-Gervais | Frankreich  | Kombination  |
| 23. Januar 1982   | Berchtesgaden | Deutschland | Riesenslalom |
| 27. März 1982     | Montgenèvre   | Frankreich  | Slalom       |
| 17. Dezember 1982 | Piancavallo   | Italien     | Kombination  |
| 7. März 1984      | Lake Placid   | USA         | Riesenslalom |